# 林徽因
林 徽因（りん きいん、1904年 - 1955年4月1日）は、中華民国・中華人民共和国の詩人・建築史家・建築家。本名は林徽音。本貫は福州府閩県。中華人民共和国の国章を設計した一人であると共に、中国の古建築を調査・整理し、中国建築史の祖とも称される。日中建築の比較研究も行った。

## 経歴

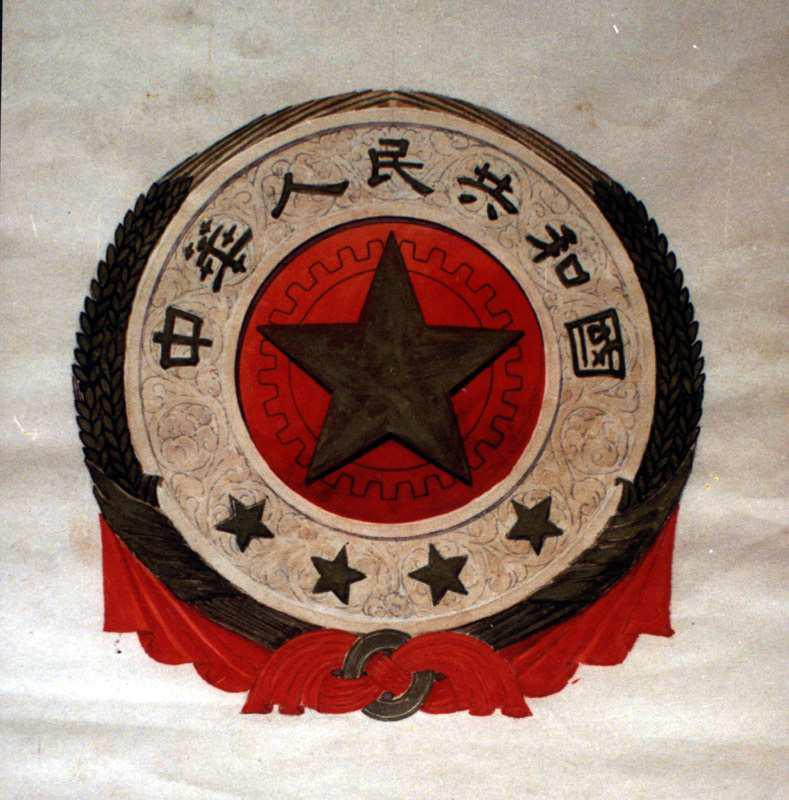
中華人民共和国の国章(林徽音の設計)

- 1904年 林長民の娘として生まれる。
- 1923年 アメリカへ留学。

ペンシルベニア大学で建築学を、その後エール大学演劇学院で舞台美術を学ぶ。
- 1928年 帰国。梁思成と結婚。文芸雑誌『緑』創刊に参加。
- 1930年代以後、東北大学、燕京大学などで教鞭を執る。詩文創作に従事。
- 中華人民共和国成立後、清華大学で建築の教授を勤めた。
- 1949年 人民英雄紀念碑の設計に参加。
- 1955年 肺結核のため死去。

## 著書
- 林徽因講建築
- 林徽音文集 建築編 （梁従誡編）
- 林徽音文集 詩文編 （梁従誡編）

## 建築作品

吉林西駅

- 吉林西駅
- 北京大学地質館